# イタリア歌劇場自治法人
イタリア歌劇場自治法人 (イタリアかげきじょうじちほうじん、イタリア語: Ente Autonomo Teatro Lirico）は、現行の歌劇交響楽財団(Fondazione Lirico-Sinfonica)へ移行する1999年以前の活動実体の名称。12の歌劇場がこの法人に属し、俗称はセリエAである。
各劇場の財政、活動の自立性獲得を目的（端的には劇場の民営化への移行を目的）に、財団への3年以内の強制的移行が定められ（1996年6月29日委任立法令第367号）、1999年までに歌劇場自治法人すべての劇場が改組した。改組後のカテゴリー名称は、歌劇交響楽財団(Fondazione Lirico-Sinfonica)である。上記12の歌劇場に、バーリ・ペトルツェッリ劇場（プーリア州）を加えた13の歌劇場が属する。

## 所属歌劇場
- トリノ王立劇場（ピエモンテ州）
- ミラノ・スカラ座（ロンバルディア州）
- ジェノヴァ・カルロ・フェリーチェ劇場（リグーリア州）
- トリエステ・ヴェルディ劇場（フリウリ・ヴェネツィア・ジュリア州）
- ヴェネツィア・フェニーチェ劇場（ヴェネト州）
- アレーナ・ディ・ヴェローナ/ヴェローナ・フィラルモニコ劇場（ヴェネト州）
- ボローニャ市立劇場（エミリア・ロマーニャ州）
- フィレンツェ市立劇場（トスカーナ州）
- ローマ歌劇場（ラツィオ州）
- ナポリ・サンカルロ劇場（カンパーニャ州）
- パレルモ・マッシモ劇場（シチリア州）
- カリアリ歌劇場（サルデーニャ州）